# العرب (فلم 1924)
العرب (بالإنجليزية: The Arab) هو فيلم أبيض وأسود درامي أمريكي صامت إنتاج عام 1924 من بطولة رامون نوفارو وأليس تيري، من تأليف وإخراج ريكس إنغرام، استنادًا إلى مسرحية للمخرج إدغار سيلوين تحمل الاسم نفسه عام 1911.

## ملخص
جندي في قوات الدفاع البدوية يدعى جميل هجر كتيبته خلال الحرب بين سوريا وتركيا إلى قرية نائية ، واجه ملجأ يتيم يديره المبشرون الأمريكيون الدكتور هيلبرت وابنته ماري. هوجمت القرية من قبل الأتراك، وحاكمها حريص على تهدئة الغزاة ، يعتزم تسليم الأطفال للذبح ؛ يتنكر في نواياه بالانتقال إلى دمشق حفاظاً على سلامتهم. البدو يصلون إلى مكان الحادث ويكشفون أن جميل هو ابن الزعيم القبلي. بموت والده، يصبح جميل هو الزعيم الجديد للقبيلة ، مما يمنحه إحساسًا بالمسؤولية. يخاطر بحياته ويشرع في إنقاذ الأطفال ، وهزيمة الأتراك في هذه العملية.

## روابط خارجية
- العرب  في قاعدة بيانات الأفلام على الإنترنت (بالإنجليزية)
- العرب على موقع أول موفي.